# Noorder-Koggenland

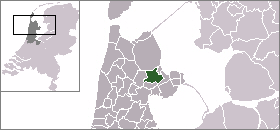
Kommunen Noorder-Koggenlands läge i Nederländerna.

Noorder-Koggenland är en historisk kommun i provinsen Noord-Holland i Nederländerna. Kommunens totala area är 50,59 km² (där 0,86 km² är vatten) och invånarantalet är på 10 500 invånare (2004).